# Pont Kolmeersland
De Pont Kolmeersland is het veer over het Prinses Margrietkanaal tussen de Paviljoenwei in Offingawier nabij Sneek en het Kolmeersland, beter bekend als het Starteiland, een eiland gelegen in het Sneekermeer.

## Verbinding
De verbinding is al vele tientallen jaren in gebruik en is, buiten de Sneekweek om, de enige directe verbinding tussen het eiland en het vasteland. Tijdens de Sneekweek kan men ook met de Poieszboot rechtstreeks vanuit het centrum van Sneek het eiland bereiken.

## Materiaal
De huidige pont is een zogenaamde achterlader (een pont die alleen over het achterschip zijn lading aan en van boord kan zetten). Op de oversteek vaart de Albatros, welke geschikt is voor twee auto's, meerdere fietsen of 80 personen (hoewel op het eiland per definitie een verbod geld voor auto's). Bij drukte, bijvoorbeeld tijdens de Sneekweek, wordt een extra pont ingezet (capaciteit 12 personen). De Albatros heeft in de jaren 50 in Zeeland dienstgedaan als pont. Vooraan de pont wordt voor grote goederen, als bijvoorbeeld bierwagens, een ponton gekoppeld.

## Dienstregeling
De pont vaart meerdere keren per uur richting het eiland. Tijdens de Sneekweek vaart de pont af en aan. De haven van de pont op het vasteland is tevens een van de haltes van de Sneekermeerbus.